# Sephardim
Sephardim, deutsch Sepharden oder Sefarden (hebräisch סְפָרַדִּים Sfaradim, spanisch sefardíes), ist die Bezeichnung für Juden, die sich nach ihrer Vertreibung von der Iberischen Halbinsel (Spanien 1492 und Portugal ab 1496) zum größten Teil im Herrschaftsgebiet des Osmanischen Reiches und in Nordwestafrika (Maghreb) niederließen, und ihre Nachfahren. Ein kleiner Teil siedelte sich auch in Nordeuropa an sowie in den Seehandelsstädten der Niederlande, in Norddeutschland und England, Frankreich und Italien, in Amerika, Indien und Afrika. Ihre Kultur und Sprache beruhen auf ihrer iberischen Geschichte und unterscheiden sie von den mittel- und osteuropäisch geprägten Aschkenasim. Im Jahr 2019 wurde die Anzahl der Sephardim auf 3,5 Millionen geschätzt.

## Namensherkunft und Schreibung
Der Name Sephardim leitet sich von der im biblischen Buch Obd 20  genannten Ort- oder Landschaft Sepharad oder Sefarad (ספרד) ab, wo zur Entstehungszeit des Buches Angehörige der sogenannten verlorenen Stämme aus dem Nordreich Israel gelebt haben sollen. Der Name wurde im Mittelalter auf die Iberische Halbinsel, insbesondere Spanien, und die von dort stammenden Juden übertragen.
Nach der neuen deutschen Rechtschreibung, die normalerweise – besonders bei griechischstämmigen Fremdwörtern – dem Ersatz des Graphems ph durch f gegenüber tolerant ist, wird „Sephardim“ mit ph geschrieben; es findet sich jedoch zunehmend die Schreibung mit f.

## Geschichte

### Die iberischen Juden im Mittelalter
Die als „goldenes Zeitalter“ bezeichnete Epoche der teilweise bereits vor dem 1. Jahrhundert n. Chr. auf der Iberischen Halbinsel ansässigen jüdischen Bevölkerung beginnt mit der Wirkungszeit von Chasdai ibn Schaprut, einem jüdischen Diplomaten, der im 10. Jahrhundert im Dienst des in Córdoba residierenden umayyadischen Kalifen Abd ar-Rahman III. stand. Ihm folgten bedeutende jüdische Gelehrte und Künstler wie Moses ibn Esra, Abraham ibn Esra und Jehuda Halevi.
Im Verlauf der Reconquista, der allmählichen Expansion christlicher Herrschaftsgebiete auf der Iberischen Halbinsel, verschlechterten sich im ausgehenden Spätmittelalter die Lebensbedingungen der iberischen Juden, deren Geschichte zuvor meist durch pragmatische Koexistenz bestimmt gewesen war.
Ausgelöst von den antisemitischen Predigten Ferrand Martinez’, der als Erzdiakon von Sevilla in den 1380er Jahren zur Zerstörung von Synagogen aufrief, kam es am 6. Juni 1391 in Sevilla zu einem Massaker an den Bewohnern des jüdischen Viertels, dem weitere Pogrome in zahlreichen Städten des Königreichs Kastilien und der Krone von Aragonien folgten.

### Vertreibung der Juden aus Spanien und Portugal

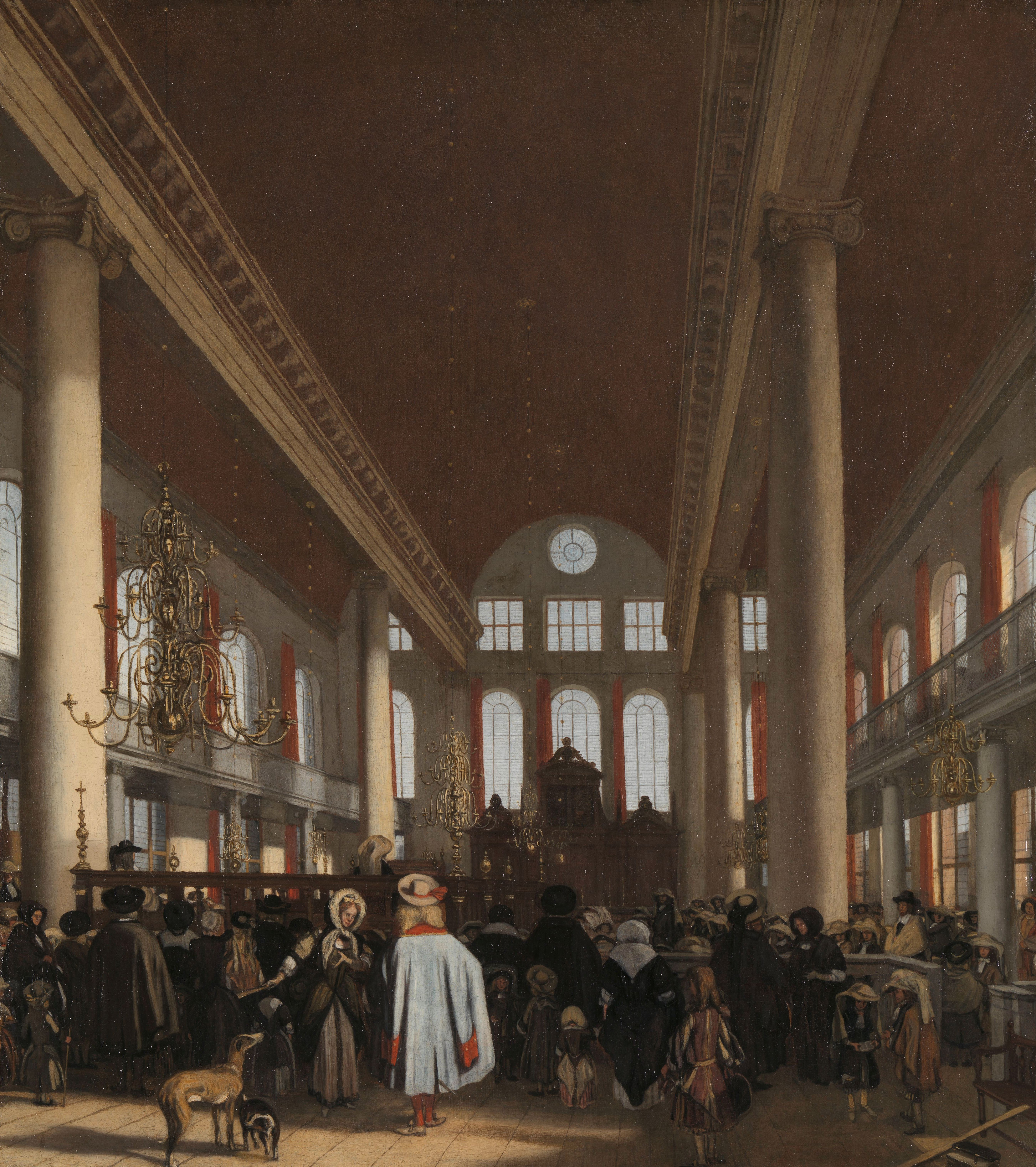
Emanuel de Witte: Die Portugiesische Synagoge Amsterdams, 1680, Rijksmuseum

Nachdem die Reconquista durch die Eroberung Granadas, des letzten maurischen Herrschaftsgebiets auf der Iberischen Halbinsel, zum Abschluss gekommen war, erließen die sogenannten katholischen Könige, Ferdinand II. von Aragón und Isabella I. von Kastilien, am 31. März 1492 das Alhambra-Edikt, das nicht nur religionspolitisch, sondern insbesondere seitens Aragóns auch wirtschaftlich motiviert war. Das Edikt ließ den Juden Spaniens die Wahl zwischen der Konversion zum Christentum und dem Exil, anderenfalls drohten Beschlagnahmung aller Güter und Tod. Viele zogen die Auswanderung der Taufe vor, auch weil sich die Lebensbedingungen der iberischen Juden und Konvertiten zum Christentum seit den Pogromen des Spätmittelalters ohnehin kontinuierlich verschlechtert hatten. Ein Teil der Exilanten ließ sich in Nordafrika nieder, vor allem in den Städten Fès und Meknès in Marokko, aber auch in Algerien und Tunesien. Ein weiterer Teil folgte der Einladung ins Osmanische Reich, die auf einen persönlichen Erlass des Sultans zurückging. Sie ließen sich vor allem in Thrakien, Bosnien und Makedonien nieder, dessen Hauptstadt, Thessaloniki, noch in der Zeit zwischen dem Ersten und Zweiten Weltkrieg einen jüdischen Bevölkerungsanteil von etwa 20 Prozent aufwies. Als Zentren der sephardischen Diaspora galten neben Fès und Thessaloniki die Städte Istanbul, Jerusalem, Safed, Kairo, Ancona, Edirne und Venedig.
Nachdem Zehntausende spanischer Juden infolge des Edikts von 1492 zunächst ins Königreich Portugal geflohen waren, kam es auch hier nach Intervention der spanischen Könige 1497 zum Verbot des jüdischen Glaubens. Nur wenigen gelang es, sich der von Manuel I. von Portugal angeordneten Zwangstaufe durch Flucht zu entziehen. Nach der Einführung der Inquisition in Portugal im Jahr 1536 versuchten viele Konvertiten (Conversos), das Land zu verlassen, da sie in besonderem Maße unter der Kontrolle der neuen Institution standen und Verfolgung befürchteten. Ihre bevorzugten Ziele waren Hafenstädte, da viele im internationalen Großhandel tätig waren. Zu diesen Städten zählten Casablanca, Bayonne, Bordeaux, Livorno, später auch Fès, Hamburg, London und Amsterdam, wo am 2. August 1675 die portugiesische Synagoge eingeweiht wurde. Im Gegensatz zur ersten Auswanderergeneration, die hauptsächlich nach Nordafrika und ins Osmanische Reich gezogen war, sprachen die Mitglieder dieser großstädtischen Gemeinden nicht Judenspanisch, sondern Portugiesisch oder Spanisch, was sie zu wichtigen Vermittlern im Geschäftsverkehr zwischen den großen nord- und südeuropäischen Handelsmächten machte.

### Die sephardische Diaspora im 20. Jahrhundert

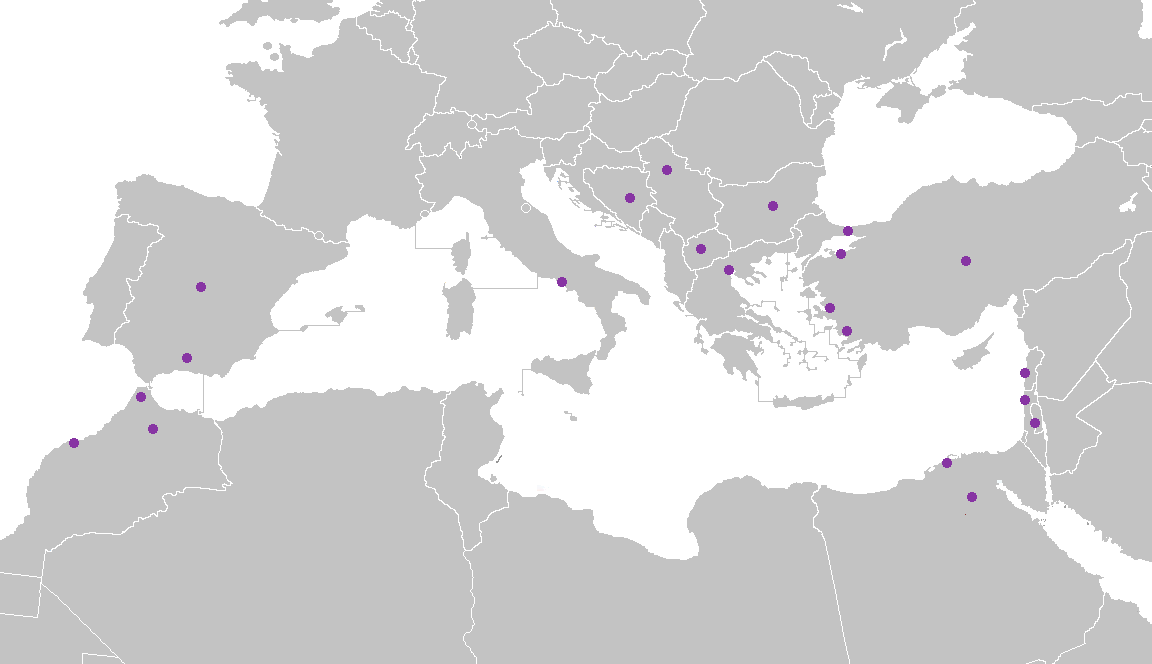
Sephardische Gemeinden im Mittelmeerraum

In Thessaloniki befand sich bis zu ihrer nahezu vollständigen Auslöschung während der Besetzung der als „Jerusalem des Balkans“ bezeichneten Stadt durch deutsche Truppen (1941 bis 1944) die wohl größte sephardische Gemeinde auf europäischem Boden. Die meisten thessalonikischen Juden wurden zwischen dem 14. März 1943 und dem 7. August 1943 in das KZ Auschwitz deportiert und ermordet.
Die letzte bedeutendere sephardische Einwanderungswelle erreichte Marokko während der Schoah im Zweiten Weltkrieg, oft als Zwischenstation ins überseeische Exil. Sultan Sidi Mohammed Ben Jussuf (König Mohammed V.) weigerte sich, die „Ausnahmegesetze“ des französischen Vichy-Regimes über die „Behandlung der Israeliten“ zu unterzeichnen. Die algerischen Juden hatten 1870 mit dem Décret Crémieux das französische Bürgerrecht erhalten und stellten einen bedeutenden Teil der europäisierten Bevölkerung, waren jedoch in den Jahren 1940 bis 1944 antisemitischer Verfolgung ausgesetzt.
Nach der Entkolonialisierung Nordafrikas ab 1960 begann die nahezu vollständige Abwanderung der dortigen Juden; vgl. Vertreibung von Juden aus arabischen und islamischen Ländern, und viele sephardische Juden ließen sich in Israel oder Frankreich nieder. So besitzt die jüdische Gemeinde von Paris (ca. 200.000 Mitglieder) heute zum größten Teil Wurzeln in Nordafrika.

## Sephardisches Hebräisch
Die Hebraistik folgt in der Aussprache des masoretischen Bibeltextes hinsichtlich der Vokale der sephardischen Tradition. Die sephardische Aussprache zeichnet sich z. B. durch die Realisierung des Vokalzeichens Qametz als /a/ aus, während es im Aschkenasischen und etwa auch der jeminitischen Aussprachetradition /o/ ist. Ist die Betonung der Wörter im Aschkenasischen stark vom Germanischen (Jiddisch) beeinflusst und tendiert daher zum Wortanfang, so herrscht im Sephardischen die Endbetonung vor. 
Im gesprochenen Neuhebräisch (Ivrit) folgt die Aussprache der Vokale der sephardischen Tradition, während die Aussprache der Konsonanten stark europäisiert ist, das heißt unter anderem auf die für die meisten semitischen Sprachen typischen emphatischen Laute verzichtet.

## Sephardim in Israel
Die religiöse Schas-Partei in Israel versteht sich insbesondere auch als Wahrer der sephardischen Glaubensausprägung. Neben den Aschkenasim stellen die Sepharden in Israel einen eigenen Oberrabbiner.

## Spanische und portugiesische Staatsangehörigkeit

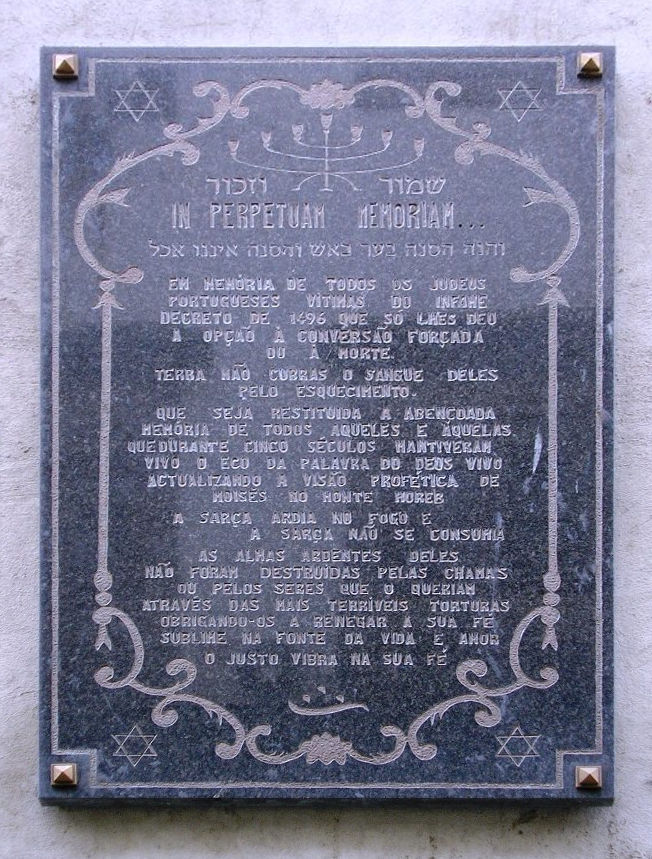
Gedenktafel in Porto zur Vertreibung der Juden

Wie das Beispiel der Familie de Toledo, den Gründern der Genfer Pharmacie Principale zeigt, gab es schon zu Beginn des 20. Jahrhunderts Wiedereinbürgerungen von Sephardim. 1924 trat unter der Diktatur von Miguel Primo de Rivera ein Gesetz in Kraft, das allen sephardischen Juden weltweit den Zugang zur spanischen Staatsbürgerschaft ermöglichte und das Vertreibungsedikt von 1492 offiziell aufhob.
Spanien und Portugal vergeben heute wieder die Staatsangehörigkeit an die Nachkommen der Sephardim. Im Februar 2014 legte die spanische Regierung einen Gesetzentwurf zur Wiedereinbürgerung von Nachfahren sephardischer Juden vor. Mehr als 130.000 sephardische Juden haben in den vier Jahren bis September 2019, dem Ablauf der festgelegten Frist, die spanische Staatsbürgerschaft beantragt. Spanien hatte den ausländischen Sephardim seit 2015 die Möglichkeit gegeben, die spanische Staatsbürgerschaft zu beantragen, ohne ihre aktuelle Staatsbürgerschaft aufgeben zu müssen. Die meisten Anträge kamen aus Lateinamerika, hauptsächlich Mexiko, Kolumbien und Venezuela. Aus Israel habe es etwa 3000 Anfragen gegeben. Neben dem Nachweis über den sephardischen Ursprung der Familie mussten die Anträge den Familiennamen, den Nachweis von Sprachkenntnissen und möglichst einen Stammbaum enthalten. Ein prominentes Beispiel ist der russisch-israelische Oligarch Roman Abramowitsch. Er erhielt 2021 aufgrund des betreffenden portugiesischen Gesetzes die Staatsbürgerschaft Portugals.

## TV-Beiträge
- Israel: Sderot, das zweite Israel, 12.22 Minuten, Arte Reportage, 7. März 2023